# Карл Лудвиг фон Хоенлое-Вайкерсхайм
Карл Лудвиг фон Хоенлое-Вайкерсхайм (на немски: Karl Ludwig von Hohenlohe-Weikersheim; * 23 септември 1674, Ордруф; † 5 май 1756, Вайкерсхайм) е граф на Хоенлое-Глайхен-Вайкерсхайм.

## Произход и наследство
Той е третият син на граф Йохан Фридрих I фон Хоенлое-(Нойенщайн)-Йоринген (1617 – 1702) и съпругата херцогиня Луиза Амьона фон Шлезвиг-Холщайн-Норбург (1642 – 1685), дъщеря на херцог Фридрих фон Шлезвиг-Холщайн-Норбург (1581 – 1658) и втората му съпруга принцеса Елеонора фон Анхалт-Цербст (1608 – 1681). По баща е внук е на граф Крафт VII фон Хоенлое-Нойенщайн-Вайкерсхайм (1582 – 1641) и пфалцграфиня София фон Цвайбрюкен-Биркенфелд.
Брат е на Фридрих Крафт фон Хоенлое-Йоринген (1667 – 1709), Йохан Ернст фон Хоенлое-Йоринген (1670 – 1702) и Йохан Фридрих фон Хоенлое-Нойенщайн-Йоринген (1683 – 1765).
През 1677 г. резиденция става град Йоринген в Баден-Вюртемберг. През 1698 г. фамилията Хоенлое наследява линията Хоенлое-Нойенщайн. През 1702 г. Карл Лудвиг Йохан Фридрих II управлява заедно с брат си Йохан Фридрих. През 1708 г. наследството е разделено на Хоенлое-Нойенщайн-Йоринген и Хоенлое-Вайкерсхайм (само една генерация 1708 – 1756 при граф Карл Лудвиг).

## Фамилия
Първи брак: на 7 август 1711 г. в замък Веферлинген с маркграфиня Доротея Шарлота фон Бранденбург-Кулмбах (* 15 март 1691; † 18 март 1712), дъщеря на маркграф Христиан Хайнрих фон Бранденбург-Кулмбах и графиня София Кристиана фон Волфщайн. Те нямат деца.
Втори брак: на 11 ноември 1713 г. в Йотинген с графиня Елизабет Фридерика София фон Йотинген-Йотинген (* 14 март 1691; † 14 май 1758), дъщеря на княз Албрехт Ернст II фон Йотинген-Йотинген (1669 – 1731) и ландграфиня София Луиза фон Хесен-Дармщат (1670 – 1758). Те имат две деца:
- Албрехт Лудвиг Фридрих фон Хоенлое-Вайкерсхайм (1716 – 1744), женен на 18 август 1735 г. за принцеса Кристина Луиза фон Шлезвиг-Холщайн-Зондербург-Норбург-Пльон (1713 – 1778), дъщеря на херцог Йоахим Фридрих фон Шлезвиг-Холщайн-Зондербург-Норбург-Пльон
- София Ернестина (1717 – 1718)